# ジャスティン・ロー
ジャスティン・ロー（側田、Justin Lo、1976年7月1日 - ）は、アメリカ合衆国ニューヨーク市出身で、主に香港で活動しているシンガーソングライター、俳優。本名は羅定偉。ゴールド・タイフーン・エンターテインメント所属。

## 人物・経歴
アメリカ・ニューヨーク市に生まれる。2歳の時に香港へ戻り、1989年には再び、シアトルに渡り、ワシントン州立大学に進学。ローダ島設計学院にてデザインを学び、1999年には学位を取得。卒業後は、カリフォルニア州サンタクララにあるYahooに就職。ウェブデザインを手がける。
しかし、自分が思っていたのと違う仕事だったため、香港へ帰国。しばらくはフリーで曲の提供などをしていたが、2003年に、叔父でもあり、香港の有名な編曲家でもある羅尚正に、作曲家の雷頌徳を紹介してもらう。雷頌徳は自分のOn Your Mark Ltd.音楽創作公司に、側田を所属させる。ケリー・チャンや衛蘭(ジャニス・ビダル)の楽曲の監修や編曲を担当する。
2005年、古巨基のコンサートに出演し、「金牌経理人(ゴールデン・マネージャー)」として知られる黄柏高と知りあい、彼が主席を務める金牌娯楽事業有限公司に所属することになる。同年デビューアルバム「側田 Justin」発売。
2006年3月26日には、香港体育館にて初のライブ「芝華士(シーバス) 側田 ONE GOOD SHOW」を開催。発売後、10分後に売り切れ、所属事務所が追加公演を発表する騒ぎとなった。2007年までの2年間で、マカオ、マレーシア、シドニーなどでも同様のライブを行った。この「シーバス 側田 ONE GOOD SHOW」は中国のポータルサイト新浪網のネット投票にて、2006年度もっとも好きなライブ賞(我最喜歓演唱会 大奨)に輝いた。
2008年10月には、香港国際展貿中心の匯星(スター・ホール)にて3度目となるライブ「Air Justin 08 Live」を７晩にわたり開催。歌以外にも、踊りやミニオペラ形式の音楽劇、ロック風の演出などを披露し、カナダ、マレーシア、アメリカなどでも同様のライブを行った。
2009年には、映画『保持愛你』に阿偉役で出演。主題歌も担当した。

## 音楽作品

### アルバム
- 2005年11月29日 - 側田 Justin（デビューアルバム）
- 2006年3月24日 - No Protection
- 2006年7月5日 - No Protection|No Protection (Dual Disc Version) (Audio + DVD Karaoke)
- 2006年7月25日 - 側田Chivas One Good Show CD
- 2006年7月 - 側田Chivas One Good Show VCD+DVD
- 2006年 - 屈臣氏聴側田唱香港音楽会DVD
- 2007年3月 - 港楽Ⅹ側田In Love with the Philharmonic Live CD
- 2007年4月 - 港楽Ⅹ側田In Love with the Philharmonic Live + Karaoke DVD/VCD
- 2007年11月16日 - JTV CD
- 2008年9月30日 - 阿田 CD

## 出演作品

### 映画
- 天生一対（邦題：私の胸の思い出、2006年、ゲスト）
- 恋愛初歌（2006年） - 阿奇 役
- ハッピー フィート（2007年、香港版吹き替え）
- 保持愛你（2009年） - 阿偉 役